# 大東忍
大東 忍（だいとう しのぶ、1993年 - ）は、日本の現代美術家。

## 来歴
2019年　 愛知県立芸術大学美術研究科博士前期課程修了。個展「サンライズ健康の森」YEBISU  ART  LABO、個展「震えるおどり」アーツチャレンジ/愛知県美術館、二人展「野犬のしわざ」GALLERY  MIKAWAYAを開催。
2022年　 公募展「第1回 MIMOCA  EYE」高嶺格賞受賞/丸亀市猪熊弦一郎現代美術館、グループ展「SUMMER 2022  The  First  Gathering」秋田市文化創造館、グループ展「Diffusion  of  Nature  「自然」をめぐる視点」The  5th  Floor,  HB. nezu開催。
2023年　「なめらかでないしぐさ」現代美術in西尾 TOKAS-Emerging 2023出展
2024年　VOCA展2024で大賞のVOCA賞を受賞。

## 人物
ひと気のない夜の住宅街や、忘れられた施設の痕跡の中を歩き、踊り、描く。木炭画を中心に展開している。
映像やジオラマも手がける。 踊りに興味を持ったきっかけは、ニューヨークでのミュージカル観劇体験。盆踊りにも興味を持ち、全国各地の祭りを巡ったこともあった。以後、風景の中に自身の踊る姿を描くようになった。
色のないモノクロで描かれた木炭画は「言葉のようだ」と大東は語る。
民俗学や人類学にも関心があり、作品にも影響を受けているという。現在は秋田公立美術大学で助手をつとめながら、秋田を拠点に制作活動を続けている。